# Pierre Oriola
Pierre David Oriola Garriga (Tàrrega, 25 settembre 1992) è un cestista spagnolo.

## Carriera
Con la Spagna ha disputato i Campionati europei del 2017 e i Campionati mondiali del 2019.

## Statistiche

### Eurolega
| Anno      | Squadra    | PG  | PT | MP   | TC%  | 3P%  | TL%  | RP  | AP  | PRP | SP  | PP  |
| --------- | ---------- | --- | -- | ---- | ---- | ---- | ---- | --- | --- | --- | --- | --- |
| 2017-2018 | Barcellona | 27  | 5  | 18,8 | 56,3 | 46,9 | 74,6 | 3,5 | 0,6 | 0,3 | 0,3 | 8,3 |
| 2018-2019 | Barcellona | 35  | 1  | 17,2 | 46,7 | 28,9 | 61,3 | 3,5 | 0,7 | 0,3 | 0,3 | 5,5 |
| 2019-2020 | Barcellona | 28  | 0  | 14,6 | 60,0 | 50,0 | 55,6 | 2,1 | 0,6 | 0,3 | 0,1 | 3,8 |
| 2020-2021 | Barcellona | 38  | 20 | 15,0 | 56,5 | 50,0 | 58,9 | 3,6 | 0,8 | 0,2 | 0,3 | 5,4 |
| 2021-2022 | Barcellona | 14  | 3  | 13,5 | 64,5 | 50,0 | 100  | 3,1 | 1,1 | 0,4 | 0,3 | 3,4 |
| Carriera  | Carriera   | 142 | 29 | 16,0 | 54,6 | 41,3 | 64,6 | 3,2 | 0,7 | 0,3 | 0,3 | 5,4 |

## Palmarès

### Club
- Campionato spagnolo: 2

Valencia: 2016-17
Barcellona: 2020-21
- Copa del Rey: 4

Barcellona: 2018, 2019, 2021, 2022
- Liga catalana: 2

Barcellona: 2017, 2019

### Nazionale
- Mondiali:

 Cina 2019